# 恋のいばら
『恋のいばら』（こいのいばら）は、2023年1月6日に公開された日本映画。監督は城定秀夫、主演は松本穂香と玉城ティナ。2004年の香港映画『ビヨンド・アワ・ケン カレと彼女と元カノと』のリメイク。
1人の彼氏の元カノ、今カノという、本来なら出会うはずのなかった2人が彼に対して「秘密の共犯」関係となる中で、いびつな三角関係を作り、それぞれが抱く嫉妬や恋愛感情が描かれる。

## あらすじ
図書館に勤務する富田桃は、カメラマンの湯川健太朗に振られ、会えなくなってからも彼のインスタを見ていて、今カノの真島莉子を知ってしまい、思いあまって、莉子に会いに行ってしまう。
そして、自分とのプライベートな性的写真を撮影されたことを語り、莉子にもそんなことをされてないかと聞き、写真データの消去を手伝ってくれるよう頼み込む。莉子は最初は桃を相手にしなかったが、自身もプライベートな写真を撮られていることを思い出し、もう一度桃と会う。
その後、ふたりは共謀して健太朗の写真データを消す計画を立てて実行していく中で、健太朗のあまりにもいい加減な女性関係を知ることになり、莉子の健太朗に対する思いも冷めてしまう。
一方で、始めはお互いを警戒する関係だった桃と莉子は秘密を共有する中で、プライベートなことも話している内に徐々に距離を縮めていき、親密な関係となっていく。

## キャスト
富田桃〈24〉
演 - 松本穂香
健太朗の元カノ。図書館で働いている。
健太朗に突然振られてしまい、彼のSNSで今カノの存在を知る。
真島莉子〈24〉
演 - 玉城ティナ
健太朗の今カノ。桃から「秘密の共犯」を持ちかけられる。
湯川健太朗
演 - 渡邊圭祐
カメラマン。桃と莉子を繋ぐ「疑惑」のある彼氏。
武藤
演 -  中島歩
桃の元彼。
チホ
演 - 北向珠夕
モデル。健太朗がクライアントから助ける。
阿部
演 - 吉田ウーロン太
莉子の元彼。
中島
演 - 吉岡睦雄
クライアント。チホに撮影中に肩紐を外せなどと無理を言い出す。
ベテランの鍵屋
演 - 不破万作
桃が健太朗の自宅の合い鍵作成を依頼する。
篤史
演 - 阪田マサノブ
莉子の義父。
景子
演 - 片岡礼子
莉子の母。
トキ
演 - 白川和子
健太朗の祖母。

## スタッフ
- 監督 - 城定秀夫
- 原作 - パン・ホーチョン『ビヨンド・アワ・ケン カレと彼女と元カノと』[4]
- 脚本 - 澤井香織、城定秀夫
- 音楽 - ゲイリー芦屋
- 主題歌 - chilldspot「get high」[7]
- 挿入歌 - chilldspot「ネオンを消して」[5]
- プロデューサー - 村田亮、柳井望
- 協力プロデューサー - 堤静夫、曽根祥子
- 撮影 - 渡邊雅紀
- 照明 - 小川大介
- 録音 - 山本タカアキ
- 美術 - 野々垣聡
- 装飾 - 森公美
- スタイリスト - 石原徳子
- ヘアメイク - MARI
- 編集 - 淺田茉祐花、早野亮
- 音響効果 - 小林孝輔
- 助監督 - 伊藤一平
- 製作担当 - 酒井識人
- キャスティング - あんだ敬一
- 企画・製作プロダクション - アンリコ
- 製作幹事・配給 - パルコ
- 宣伝 - FINOR
- 製作 -「恋のいばら」製作委員会